# Burlington Heights
Burlington Heights är en ås i Kanada.   Den ligger i provinsen Ontario, i den sydöstra delen av landet, 400 km sydväst om huvudstaden Ottawa.
Runt Burlington Heights är det i huvudsak tätbebyggt. Runt Burlington Heights är det mycket tätbefolkat, med 2 915 invånare per kvadratkilometer.